# 奥里奥
奥里奥（西班牙語：Orio）是西班牙巴斯克自治区吉普斯夸省的一个市镇。总面积10平方公里，总人口4421人（2001年），人口密度442人/平方公里。